# 로이그투코투코
로이그투코투코(Ctenomys roigi)는 투코투코과에 속하는 설치류의 일종이다. 아르헨티나 북동부 코리엔테스주 파라나강 근처의 작은 지역의 토착종이다. 모래 언덕과 강 근처에서 서식한다. 개발이 서식지의 질을 떨어 뜨리고 위축시키며 종 생존을 위협하고 있다. 일반명과 학명은 아르헨티나 동물학자 로이그(Virgilio Germán Roig, 1936-)의 이름에서 유래했다. 핵형은 2n=48과 FN=80이다.